# Scranton (Arkansas)
Scranton è una città degli Stati Uniti d'America situata nello Stato dell'Arkansas, nella Contea di Logan.